# Municipio de Highlands
El municipio de Highlands (en inglés: Highlands Township) es un municipio ubicado en el  condado de Macon en el estado estadounidense de Carolina del Norte. En el año 2010 tenía una población de 2.668 habitantes.

## Geografía
El municipio de Highlands se encuentra ubicado en las coordenadas 35°3′33.33″N 83°12′22.54″O / 35.0592583, -83.2062611.